# Siekendaal
De Siekendaal is een droogdal in Nederlands Zuid-Limburg in de gemeenten Stein en Beek. 

## Geografie
Het droogdal bevindt zich ten oosten van Catsop, ten westen van Beek en ten zuiden van Elsloo aan de noordrand van het Centraal Plateau in de overgang naar het Plateau van Graetheide. Het dal is een natuurlijke laagte in het Centraal Plateau en scheidt de Heuvel van de rest van het zuidelijker gelegen plateau.

## Geologie
De Heuvel en het Centraal Plateau kenmerken zich door afzettingen van het Laagpakket van St. Pietersberg die hier in het Cromerien (midden Pleistoceen) door de Westmaas werden afgezet, terwijl in het droogdal deze afzettingen ontbreken. Deze afzettingen zijn er vroeger waarschijnlijk wel geweest, maar zijn door erosie verdwenen. Zowel op de Heuvel, het plateau als het droogdal werd in het Saalien hier een lösspakket afgezet, een afzetting van het Laagpakket van Schimmert. Onder dit lösspakket bevindt zich in het droogdal Tertiair zand en klei.